# I. liga 1969-1970
L'edizione 1969/70 del campionato cecoslovacco di calcio vide la vittoria finale dello Slovan CHZJD Bratislava.
Capocannoniere del torneo fu Jozef Adamec dello Spartak Trnava con 16 reti.

## Classifica finale
|    | Classifica              | G  | V  | N  | P  | GF | GS | DR  | Pti |
| -- | ----------------------- | -- | -- | -- | -- | -- | -- | --- | --- |
| 1  | Slovan CHZJD Bratislava | 30 | 16 | 11 | 3  | 39 | 15 | +24 | 43  |
| 2  | Spartak Trnava          | 30 | 15 | 10 | 5  | 55 | 23 | +32 | 40  |
| 3  | Sparta ČKD Praga        | 30 | 15 | 8  | 7  | 40 | 25 | +15 | 38  |
| 4  | Slovnaft Bratislava     | 30 | 14 | 8  | 8  | 45 | 32 | +13 | 36  |
| 5  | Sklo Union Teplice      | 30 | 11 | 11 | 8  | 26 | 19 | +7  | 33  |
| 6  | Lokomotíva Košice       | 30 | 12 | 8  | 10 | 36 | 25 | +11 | 32  |
| 7  | Dukla Praga             | 30 | 10 | 12 | 8  | 34 | 31 | +3  | 32  |
| 8  | VSS Košice              | 30 | 10 | 10 | 10 | 32 | 31 | +1  | 30  |
| 9  | Tatran Prešov           | 30 | 9  | 12 | 9  | 22 | 22 | 0   | 30  |
| 10 | Jednota Trenčín         | 30 | 8  | 11 | 11 | 35 | 29 | +6  | 27  |
| 11 | Baník Ostrava           | 30 | 7  | 12 | 11 | 26 | 32 | -6  | 26  |
| 12 | ZVL Žilina              | 30 | 9  | 8  | 13 | 34 | 42 | -8  | 26  |
| 13 | Slavia Praga            | 30 | 7  | 12 | 11 | 29 | 42 | -13 | 26  |
| 14 | Gottwaldov              | 30 | 8  | 7  | 15 | 28 | 45 | -17 | 23  |
| 15 | SONP Kladno             | 30 | 7  | 7  | 16 | 29 | 61 | -32 | 21  |
| 16 | Bohemians ČKD Praga     | 30 | 3  | 11 | 16 | 23 | 59 | -36 | 17  |

## Verdetti
- Slovan Bratislava campione di Cecoslovacchia 1969/70.
- Slovan Bratislava ammessa alla Coppa dei Campioni 1970-1971.
- SONP Kladno e Bohemians ČKD Praga retrocesse.